# Arthur Schraml

Arthur Schraml, Foto 1936

Arthur Schraml (* 2. Juni 1907 in Bern, Schweiz; † 20. Februar 1999 in Ottobrunn bei München) war ein deutscher Schriftsetzer, Typograf und Gebrauchsgrafiker.
Nach seiner Schulzeit in Kitzbühel zog Arthur Schraml 1923 nach München. Dort begann er eine Lehre als Schriftsetzer. Schon während der Lehrzeit studierte er an der staatlichen Hochschule für angewandte Kunst. Dort lehrte Fritz Helmuth Ehmcke Graphik und Typographie und gründete zusammen mit seinen Studenten den Ehmcke-Kreis. Der Ehmcke-Kreis veröffentlichte die Zeitschrift Das Zelt. Blätter für gestaltendes Schaffen mit etwa 100 Ausgaben. Arthur Schraml war dabei Herausgeber mehrerer dieser Hefte. 1928 engagierte sich der Ehmcke-Kreis bei der Gestaltung der internationalen Presseausstellung Pressa in Köln. Im folgenden Jahr wirkte Arthur Schraml als Assistent von Ehmcke in München. Bis zu seiner Einberufung zum Wehrdienst 1940 arbeitete er als Grafiker, Schriftsetzer und Druckereileiter in Kitzbühel und München.
Während des Zweiten Weltkriegs war Schraml in Litauen stationiert, wo er etwa 70 Stadt- bzw. Dorfansichten und 60 Illustrationen für Kinder zeichnete. Später erlitt er eine schwere Schussverletzung und kehrte gehbehindert erst 1948 aus Gefangenschaft und Lazarett nach München zurück. Es folgten wechselweise freiberufliche Tätigkeit und Anstellungen als Grafiker in verschiedenen Verlagen. Nach seiner Meisterprüfung unterrichtete er auch als Aushilfslehrer für Setzerei an der Meisterschule für Buchdrucker. Für zwei Jahre arbeitete er erneut als Assistent von Ehmcke in Widdersberg.
Zu seinen Arbeiten zählten Plakate, Werbegrafik, Inserate, Signets, Lebensmittelverpackungen, Schriftbögen und später auch Buchtitel. Typisch für seine Arbeiten ist eine Reduktion auf Charakteristika sowohl in der Schrift als auch in der Darstellung. Viermal (1955,1956 und 1959) gewann er eine Ausschreibung für die Gestaltung einer Sondermarke der Deutschen Bundespost. 1959 und 1979 erhielten Bücher mit seiner Buchtitelgestaltung Auszeichnungen als eines der schönsten Bücher des Jahres vom Börsenverein des Deutschen Buchhandels bzw. der Stiftung Buchkunst.

## Literatur

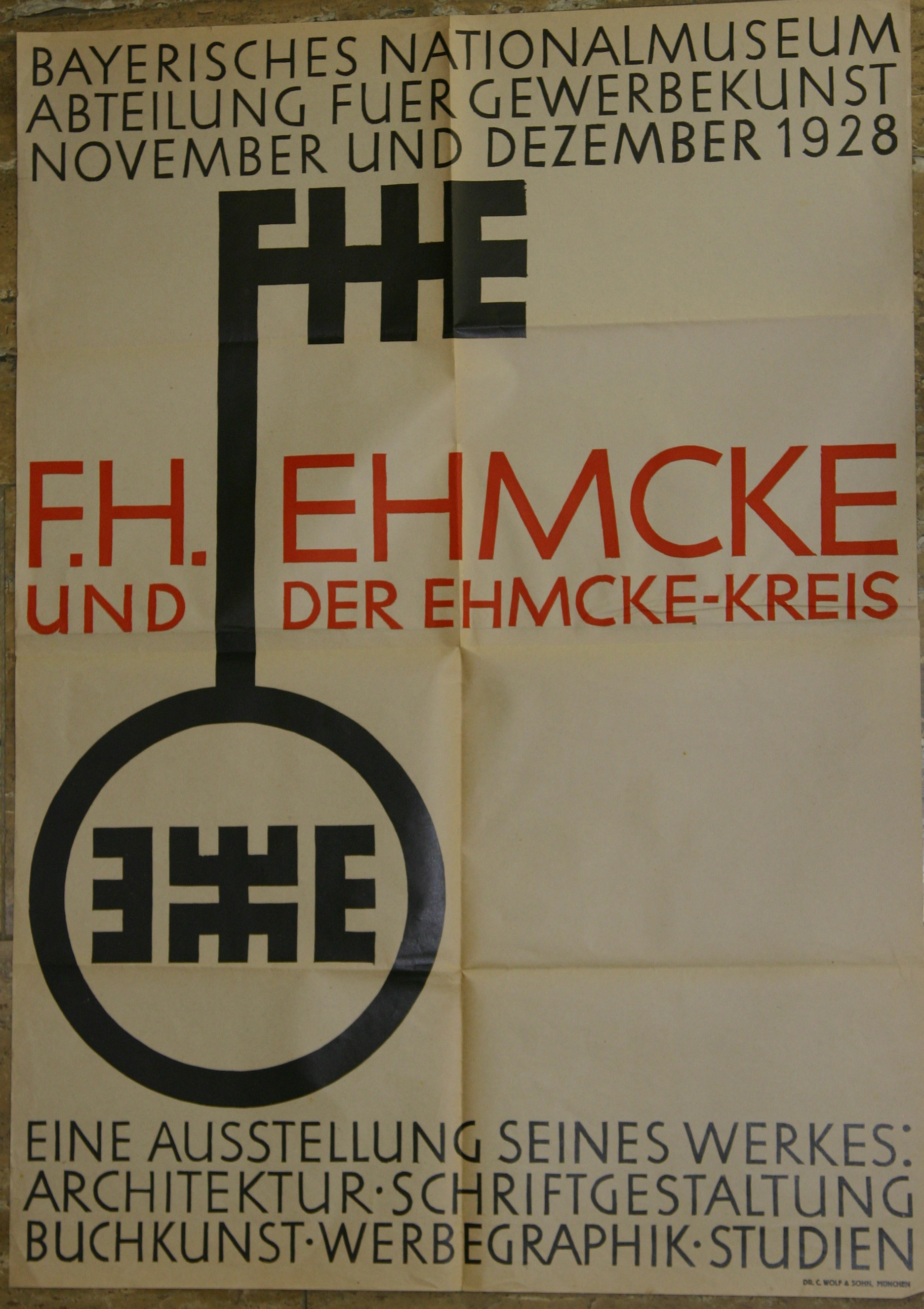
Plakat der Ausstellung „F.H. Ehmcke und der Ehmcke-Kreis“ im Bayerischen Nationalmuseum, Abteilung für Gewerbekunst in München 1928. Plakatdesign von Arthur Schraml
Ulrich Häussermann: Friedensfeier. Verlag C.H. Beck, München 1959. Einband und Schutzumschlag von Arthur Schraml
Ernst Buschor: Winke für Akropolispilger. Verlag C.H. Beck, München 1960. Einband und Schutzumschlag von Arthur Schraml
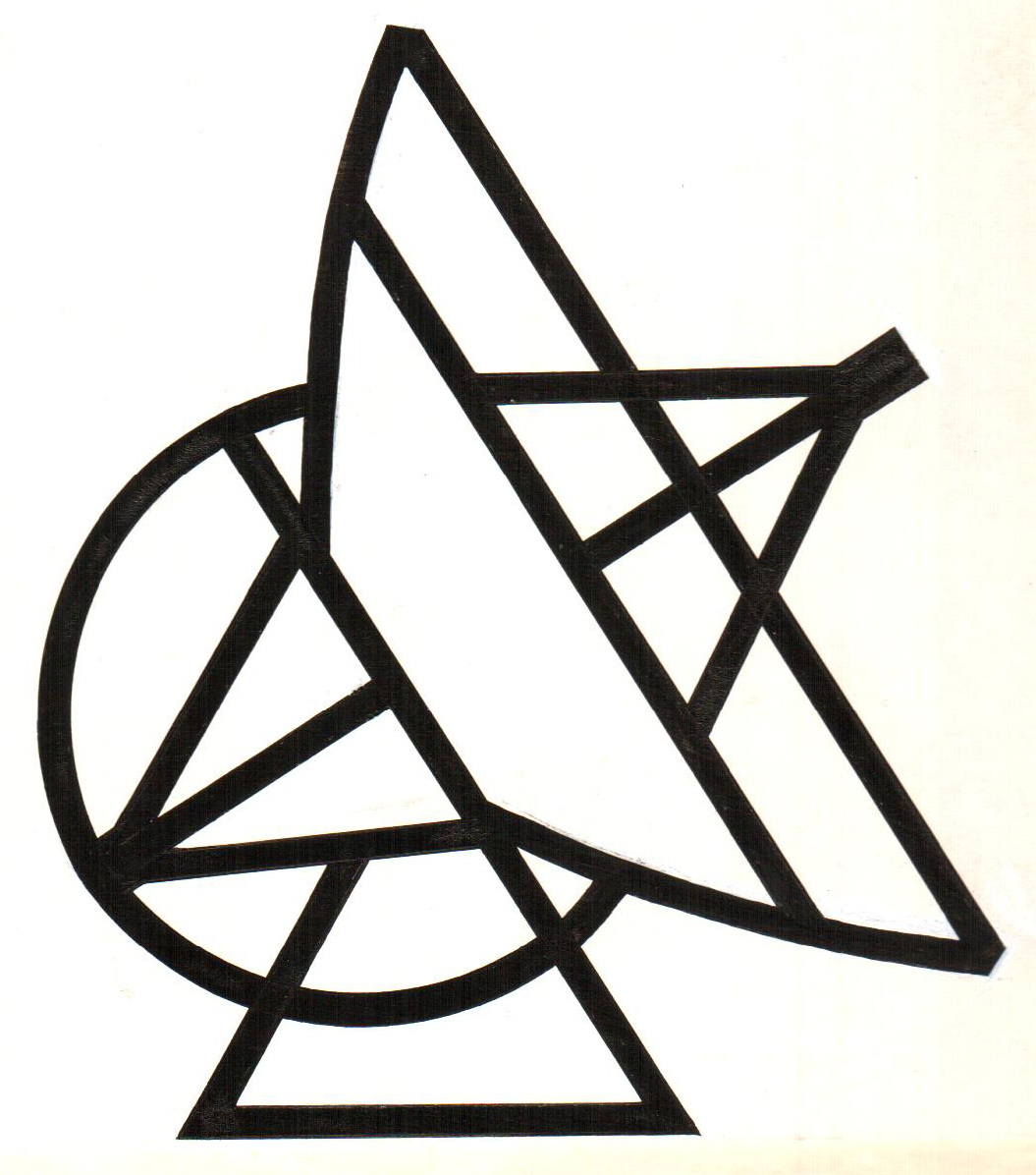
Das Logo ist für das Max-Planck-Institut für Radioastronomie in Bonn 1969 entworfen worden. Es zeigt stilisiert die Hauptkonstruktionsmerkmale des 100m Radioteleskopes in Effelsberg.